# Wu-wei
Wu-wei (trad. 無為, pojedn. 无为, pinyin: wúwéi) višeznačni je stari kineski koncept koji izražava idealnu praksu »nedjelovanja«, »nenaprezanja« ili »djelovanja s lakoćom« kao stanja osobnog spokoja i slobodnoga, spontanog tijeka kreativne manifestacije. U političkome kontekstu također se odnosi na idealan oblik ili princip vladanja.
Wu-wei se pojavljuje kao koncept već u Razdoblju proljeća i jeseni, s ranim književnim primjerima u Knjizi pjesama. Postao je važna ideja u Konfucijskim analektima, povezujući konfucijsku etiku praktične moralnosti sa stanjem sklada namjere i djelovanja. Kasnije je prerastao u središnji pojam legalističke (fǎjiā) državnosti i taoizma. U taoizmu je pak postao pojam koji naglašava usklađivanje s prirodnim daom u djelima i namjerama, izbjegavajući silu ili brzanje pred prirodnim poretkom.
Sinolog Jean François Billeter opisao je wu-wei kao »stanje savršenog znanja (razumijevanja) suživota situacije i promatrača, savršene učinkovitosti i shvaćanja savršene ekonomičnosti energije«.